# Понтонно-мостовые бригады, полки и батальоны
Отдельные понтонно-мостовые бригады, полки и батальоны — формирования (соединения — опмбр, части — опмп и опмб) инженерных (ИВ), дорожных (ДВ) и железнодорожных войск (ЖДВ) РККА и Советской Армии, ВС СССР и России.
В РККА и Советской Армии ВС СССР отдельные понтонно-мостовые бригады, в зависимости от театра военных действий, входили, в военное и мирное время, в состав фронтов (округов, групп войск, групп армий и отдельных армий), а отдельные понтонно-мостовые полки и отдельные понтонно-мостовые батальоны в состав армий и отдельных корпусов.

## История
На 1 сентября 1923 года в ИВ РККА были следующие понтонные формирования (человек личного состава в боевой единице):
- Пять понтонных батальонов (312);
- Пять транспортных мото-понтонных отрядов (68);
- Один учебный понтонно-минный дивизион (482).

В период военной реформы 1924 — 1925 годов, милиционно-территориального и кадрово-призывного военного строительства и технического перевооружения ВС Союза разрабатывались и совершенствовались организационные формы понтонно-мостовых формирований и инженерного вооружения и техники ИВ.
В 1930 году была утверждена Народным комиссаром по военным и морским делам Союза ССР «Система инженерного вооружения» Красной Армии, разработанная к 1928 году, которая предусматривала весь комплекс вооружений и технических средств, необходимых для выполнения инженерного обеспечения боя и операций, то есть военно-инженерных боевых задач.

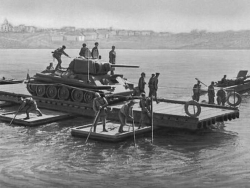
Понтонёры РККА на переправе через Дон, 1943 год.

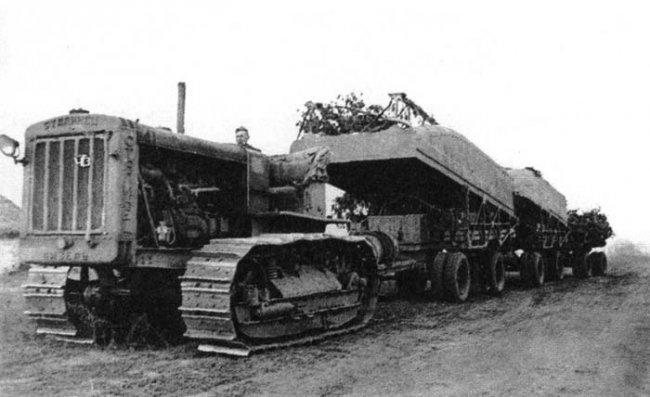
Буксировка понтонного парка Н2П трактором С-65, во время Великой Отечественной войны.

Во время Великой Отечественной войны, в Красной Армии возникла при оперативном (боевом) и тыловом обеспечения массовая потребность в форсировании и переправах войск и тыла через крупные водные преграды: реки, каналы, заливы, лиманы и так далее. Решением Ставки Верховного Главнокомандования ВС СССР было принято решение о массовом сформировании формирований специальных войск для данных целей. По мере изготовления инженерного вооружения и техники и поставки их в спецвойска были сформированы опмбр, опмп и опмб ИВ.
Первые отдельные понтонно-мостовые бригады были сформированы в ноябре 1942 года на Сталинградском фронте в преддверии массового наступления. В состав каждой опмбр входили:
- управление (штаб) — 37 человек (штат № 012/67);
- рота управления — 84 человека (штат № 012/68);
- четыре моторизованных понтонно-мостовых батальона по 423 человека в каждом (штат № 012/102). Итого общая численность личного состава бригады составляла 1 813 человек.

опмбр являлись Резервом Верховного Главнокомандования Союза и входили в его состав. По окончании ВОВ опмбр были переданы в состав ВО и групп войск.
В июне 1943 года штат бригады был изменён. Новый штат предусматривал:
- управление бригады — 36 человек (штат № 012/79);
- рота управления — 79 человек (штат № 012/80);
- 4 моторизованных понтонно-мостовых батальона по 396 человек в каждом (штат № 012/81).

Общая численность бригады составила 1 699 человек личного состава.
С сентября 1943 года штатная численность понтонно-мостового батальона была увеличена до 479 человек и общая численность бригады выросла до 2 031 человека. В некоторые бригады были включены отряды подводных работ и батальоны автомобилей-амфибий.
Всего за годы Великой Отечественной войны было сформировано 11 понтонно-мостовых бригад. 55 солдат и командиров (офицеров) бригад были удостоены звания Героя Советского Союза.
По окончании Великой Отечественной войны, в период демобилизации Союза ССР, опмбр (опомбр) были сокращены до полков (с присвоением других войсковых №) или расформированы.
Позднее и в составе ДВ и ЖДВ были сформированы опмбр, опмп и опмб. В связи с Хрущёвскими, Брежневскими и Горбачёвскими сокращениями в ВС данные формирования ИВ, ДВ и ЖДВ сокращались до кадра или расформировывались.

## Формирования

### Периода Великой Отечественной войны
| Полное наименование в конце войны                                                                              | Дата сформирования | После войны                                                               |
| --- | ------------------ | ------------------------------------------------------------------------- |
| 1-я понтонно-мостовая Ясская орденов Кутузова и Богдана Хмельницкого бригада                                   | 24.11.42           | В октябре 1946 года переформирована в 47-й понтонно-мостовой полк         |
| 2-я понтонно-мостовая Рымникская Краснознамённая орденов Суворова, Кутузова и Богдана Хмельницкого бригада     | 24.11.42           | В июле 1946 года переформирована в 44-й понтонно-мостовой полк            |
| 3-я понтонно-мостовая Проскуровская Краснознамённая орденов Богдана Хмельницкого и Красной Звезды бригада      | 5.2.43             | В мае 1946 года переформирована в 34-й понтонно-мостовой полк             |
| 4-я понтонно-мостовая Днепропетровская Краснознамённая ордена Кутузова бригада                                 | 3.3.43             | В июне 1946 года расформирована                                           |
| 5-я понтонно-мостовая Днепропетровская Краснознамённая ордена Кутузова бригада                                 | 26.2.43            | В мае 1946 года переформирована в 31-й понтонно-мостовой полк             |
| 6-я понтонно-мостовая Каменец-Подольская Краснознамённая орденов Богдана Хмельницкого и Красной Звезды бригада | 20.5.43            | В мае 1946 года переформирована в 49-й понтонно-мостовой полк             |
| 7-я моторизованная понтонно-мостовая Лодзинская Краснознамённая орденов Суворова и Кутузова бригада            | 26.10.43           | В июне 1946 года переформирована в 36-й понтонно-мостовой полк            |
| 8-я понтонно-мостовая Неманская ордена Александра Невского бригада                                             | 5.2.44             | В июле 1946 года переформирована в 46-й понтонно-мостовой полк            |
| 9-я понтонно-мостовая Кёнигсбергская ордена Кутузова бригада                                                   | 11.6.44            | В августе 1946 года расформирована                                        |
| 10-я понтонно-мостовая бригада                                                                                 | 14.12.44           | В декабре 1945 года переформирована в 17-й тяжёлый понтонно-мостовой полк |
| 11-я понтонно-мостовая Уссурийская бригада                                                                     | 14.12.44           | В июне 1946 года переформирована в 43-й понтонно-мостовой полк            |

### Послевоенный периода
Ниже представлены формирования на период развала Союза ССР и ВС России, в скобках указаны штаб-квартиры.

#### Бригады
- 28-я отдельная понтонно-мостовая бригада (28 опмбр), ЗВО, Муром
- 55-я отдельная понтонно-мостовая бригада (55 опмбр), ЗабВО (Таскино)[4]
- 151-я отдельная понтонно-мостовая бригада (151 опмбр), ЗабВО (Чита)[5]
- 190-я отдельная понтонно-мостовая бригада (190 опмбр), МВО (Новозыбков)[6]

#### Полки
- 2 (18) опомп, ОдВО (Бендеры, Пенза) [7]
- 3 опомп (Краснознамённый), ДВО (Хабаровск) [8]
- 5 опомп, СГВ (Венджин) [9]
- 7 опомп (гвардейский Краснознаменный), ЛенВО (Керро) [10]
- 11 опомп (189 опомбр), БВО (Гродно) [11]
- 16 опомп, КВО (Киев) [12]
- 20 опомп, ЮГВ (Дунауйварош) [13]
- 23 опомп, ОдВО (Рени) [14]
- 27-й отдельный понтонно-мостовой полк (27 опомп), ГСВГ (Виттенберг) [15]
- 36-й понтонно-мостовой полк (36 помп), 3-й Краснознамённой армии, ГСВГ (Магдебург) [16]
- 44 опомп, 20-й гвардейской Краснознаменной армии, ГСВГ (Франкфурт-на-Одере) [17]
- 46-й отдельный понтонно-мостовой полк (46 опомп), ПрибВО (Городково) [18]
- 54 опомп, ПрикВО (Каменец-Подольский) [19]
- 62 опомп, ОдВО (Рыбница) [20]
- 65 опомп, 8-й гвардейской ордена Ленина армии, ГСВГ (Мерзебург) [21]
- 66 опомп (гвардейский Берлинский), МВО (Муром) [22]
- 68 опомп, 1-й гвардейской танковой Краснознаменной армии, ГСВГ (Дрезден) [23]
- 69 опомп, 2-й гвардейской Краснознаменной танковой армии, ГСВГ (Ратенов) [24]
- 94-й отдельный понтонно-мостовой полк (94 опомп) — Войсковая часть № 06901,), ТуркВО (Фергана) [25], при его расформировании, в 1988 году (Горбачёвское сокращение) на его базе была сформирована отдельная дорожно-строительная бригада (одсбр), ЦДСУ МО СССР, убыла в город Глазов, УАССР;
- 194 (808) опомп, 14-й гвардейской армии (Белгород-Днестровский) [26]
- 313 опомп, 39-й армии, ЗабВО (Улан-Удэ) [27]
- 314 опомп, 5-й краснознаменной армии, ДВО (Раздольное) [28]
- 650 опомп, 5-й краснознаменной армии, ДВО (Дальнереченск) [29]

#### Батальоны
- 7-й отдельный понтонно-мостовой Торуньский орденов Александра Невского и Красной Звезды батальон (7 опмб), 7 ТА, БВО (Борисов) [30]
- 44-й отдельный понтонно-мостовой батальон
- 362 опомб, 11-й Гвардейской Краснознамённой армии, ПрибВО (Советск) [31]
- 373 опмб (Верхнеднепровско-Нарвский краснознаменный орденов Суворова Александра Невского), 29-й армии, ЗабВО (Гусиноозерск)
- 408 опмб, СКВО (Аксай)
- 424 опмб, ПриВО (Красноуфимск)
- 434 опмб, ПрибВО (Каунас)
- 521 опмб, ЗакВО (Мцхета) [32]
- 532 опмб, 8-й ордена Красной Звезды танковой армии ПрикВО (Новоград-Волынский)
- 544 опмб, 5-й гвардейской Краснознаменной танковой армии БВО (Бобруйск)
- 586 опмб, 28-й Краснознаменной армии (Гродно)
- 636 опмб, ПрикВО (Каменец-Подольский)
- 902 опмб, СГВ (Торунь)
- 1257 опомб ЦГВ (Оломоуц) [33]
- 1308 опмб, СГВ
- 1377 опмб, ВДВ (118 оитп) (Саратов) [34]
- 1586 опмб, 28-й армии, БВО (Брест) [35]